# ماندل دينيس
ماندل دينيس (1828- 1900 م) مصور روسي يهودي، ولد في أوديسا بروسيا، وتعلم التصوير على يد المصوِّر السويدي جيسون جراهام. جاء إلى القدس عام 1848 واعتنق المسيحية هناك، طلَّق زوجته اليهودية مما أدى إلى مقاطعة تامة فرضَها عليه اليهود. مارس التصوير في القدس لمدَّة عقد من السنين، قبل هجرته إلى الولايات المتّحدة عام 1859 حيث عمل راهبًا ومصورًا.
توفي في واشنطن عام 1900.